# Limnocythere reticulata
Limnocythere reticulata är en kräftdjursart som beskrevs av Sharpe 1897. Limnocythere reticulata ingår i släktet Limnocythere och familjen Limnocytheridae. Inga underarter finns listade i Catalogue of Life.